# Ulderico Mazzolani
Ulderico Mazzolani (Frascati, 12 marzo 1877 – Roma, 6 novembre 1952) è stato un avvocato e politico italiano aderente al Partito Repubblicano Italiano. Fu deputato nella XXIV, XXV e XXVI Legislatura del Regno d’Italia.

## Biografia
Conclusi gli studi a Roma, vi esercitò la professione di avvocato e di giornalista al Messaggero. Affiliato alla Massoneria del Grande Oriente d'Italia durante la Gran maestranza di Ernesto Nathan, fece da tramite tra i giovani irredentisti triestini e gli studenti romani per sensibilizzare questi ultimi al problema dell’oppressione austroungarica su Trieste.  Avendo aderito al neonato Partito Repubblicano Italiano,  fu segnalato, fin dal 1901, nel Casellario Politico Centrale.
Nelle elezioni amministrative di Roma del 1907, fu eletto prima Consigliere comunale e poi Assessore nelle file del “Blocco liberal-popolare” guidato da Ernesto Nathan. Nel febbraio del 1912 si dimise per divergenze relative all'accordo voluto dal sindaco e dall’assessore Giovanni Montemartini con la “Società Anglo-romana” per la fornitura di gas e energia elettrica della capitale.
Alle elezioni politiche del 1913 fu eletto deputato per il PRI nel Collegio di Ravenna, carica che gli fu confermata nelle successive legislature (XXV, XXVI). Nel giugno del 1914, alla Camera, prese posizione in difesa degli insorti della Settimana rossa.  Placata la rivolta, assunse gratuitamente la difesa legale di alcuni romagnoli arrestati. Convinto interventista, partecipò da volontario alla prima guerra mondiale come sottotenente (e in seguito tenente) di Artiglieria. Prestò servizio dal giugno al novembre del 1915 sul fronte dolomitico, dall'agosto al settembre del 1916 nella zona di Gorizia, poi di nuovo in provincia di Belluno e infine dal gennaio al giugno del 1917 sull’Isonzo. Annotò ogni evento bellico in un diario di guerra.
Nel luglio 1920 entrò a far parte della “Commissione parlamentare d’inchiesta sulle spese di guerra” voluta da gran parte dell’opinione pubblica per inchiodare i cosiddetti “pescecani” (coloro che si erano arricchiti sulle forniture belliche), ma osteggiata dalle forze politiche di estrema destra. Due settimane dopo la Marcia su Roma, il 5 novembre 1922, fu eletto Presidente della Commissione.  Subito dopo l’elezione di Benito Mussolini a Capo del Governo, un decreto legge impose che i risultati dell’inchiesta non fossero presentati alla Camera bensì al Governo, allo scopo evidente di affossarne i risultati. Il neoeletto Presidente, pur dichiarando apertamente il suo dissenso, non poté far altro che rimettersi alla volontà dell’Assemblea e obbedire al Decreto consegnando al Governo la Relazione finale.
Nelle elezioni del 1921, nuovamente eletto deputato per il Collegio dell’Emilia-Romagna, si trovò alle prese con la duplice “Marcia su Ravenna” compiuta dagli squadristi fascisti guidati da Dino Grandi ed Italo Balbo. Tentò una mediazione nell'intento di salvare il Consorzio delle Cooperative che salvaguardava gli agricoltori romagnoli. Constatata l’impossibilità di giungere ad un accordo con i fascisti, si dimise da deputato (28 gennaio 1924). Il 25 ottobre del 1923 fu vittima di un’aggressione da parte di un suo ex compagno di Partito, Carlo Emilio Bazzi, del quale, durante i lavori della Commissione d’Inchiesta, erano emersi gravi illeciti che Mazzolani non aveva esitato a denunciare. Passato nelle file del Fascio, il Bazzi aveva ottenuto l’appoggio della Ceka (la polizia segreta istituita da Benito Mussolini e diretta da Amerigo Dumini per reprimere ogni opposizione alla dittatura fascista) per farlo catturare da tre uomini i quali, armi in pugno, lo prelevarono sul portone di casa e lo costrinsero ad assumere dell'olio di ricino.  
Fu solo in occasione del rapimento di Giacomo Matteotti (otto mesi più tardi), che la vittima riconobbe, in una foto comparsa su La Tribuna, l’uomo che gli aveva puntato la pistola: Amerigo Dumini, sicario di Mussolini e braccio armato della Ceka. A quel punto Mazzolani denunciò l’accaduto e sporse querela. Si addivenne ad un rinvio a giudizio a carico, tra gli altri, di Carlo Bazzi, di Amerigo Dumini e di Cesare Rossi, ma a seguito dell'amnistia firmata da Alfredo Rocco fu pronunciata estinzione del giudizio.
Durante il ventennio fascista, ostentando un totale disinteresse per la politica, esercitò una forma di opposizione clandestina: assunse la difesa di imputati politici al Tribunale speciale per la difesa dello Stato (1926-1943), favorì i contatti tra alcuni confinati con le basi politiche di riferimento, espatriò più volte per contattare i fuorusciti antifascisti. Nel 1926 la Divisione di Polizia Politica  (nota poi col nome di OVRA) aprì un fascicolo a suo nome, gli ritirò il passaporto e lo fece vigilare per ben 16 anni. Il suo delatore (Virginio Troiani di Nerfa) lo seguiva in ogni spostamento e riferiva in Questura ogni suo gesto o parola.
Caduto il fascismo, Mazzolani aderì al Partito d'Azione ed entrò a far parte della Giunta comunale Doria Pamphili il nuovo governo democratico della Capitale. L’ultimo incarico pubblico fu quello svolto all'interno del Ministero per la Costituente presieduto da Pietro Nenni e istituito allo scopo di preparare i lavori dell'Assemblea Costituente.
Ulderico Mazzolani è il padre di Lidia Storoni Mazzolani, studiosa di storia romana.